# Windsor (village, New York)
Pour les articles homonymes, voir Windsor.
Windsor est un village du comté de Broome, dans l' État de New York, aux États-Unis,. En 2010, il comptait une population de 916 habitants, estimée au 1er juillet 2019 à 860 habitants. Le village est fondé en 1830 et incorporé en 1896.

## Démographie
Lors du recensement de 2010, le village comptait une population de 916 habitants. Elle est estimée, en 2019, à 860 habitants.